# Manfred Kjellander
Karl Manfred Kjellander, född 13 september 1885 i Kvistbro socken, död 6 juli 1973 i Rönninge, var en svensk industriman.
Manfred Kjellander var son till folkskolläraren Alfred Kjellander. Han var 1903–1906 elev vid Tekniska elementarskolan i Örebro och arbetade därefter som ritare vid AB Bofors-Gullspång 1906–1913. 1913–1915 var han konstruktör vid Kockums Mekaniska Verkstads AB i Malmö och därefter vid AB Bofors-Gullspång 1915–1918. 1918–1922 var Kjellander chef för offertkontorets avdelning för krigsmateriel vid AB Bofors, 1922–1934 försäljnings- och kontorschef där, 1934–1940 chef för försäljningen och direktör 1946–1941. Kjellander var även bland annat ledamot av styrelsen för Göteborgs handelsbank 1943–1949, Swedish Locomotive Works och Wargöns AB.